# Rhodospatha brachypoda
Rhodospatha brachypoda — вид квіткових рослин із родини кліщинцевих (Araceae), роду Rhaphidophora. Це ліана, рідним ареалом якої є Болівія, Колумбія, Еквадор, Французька Гвіана, Гаяна, Перу, Суринам, Венесуела.